# Malkasten-Haus

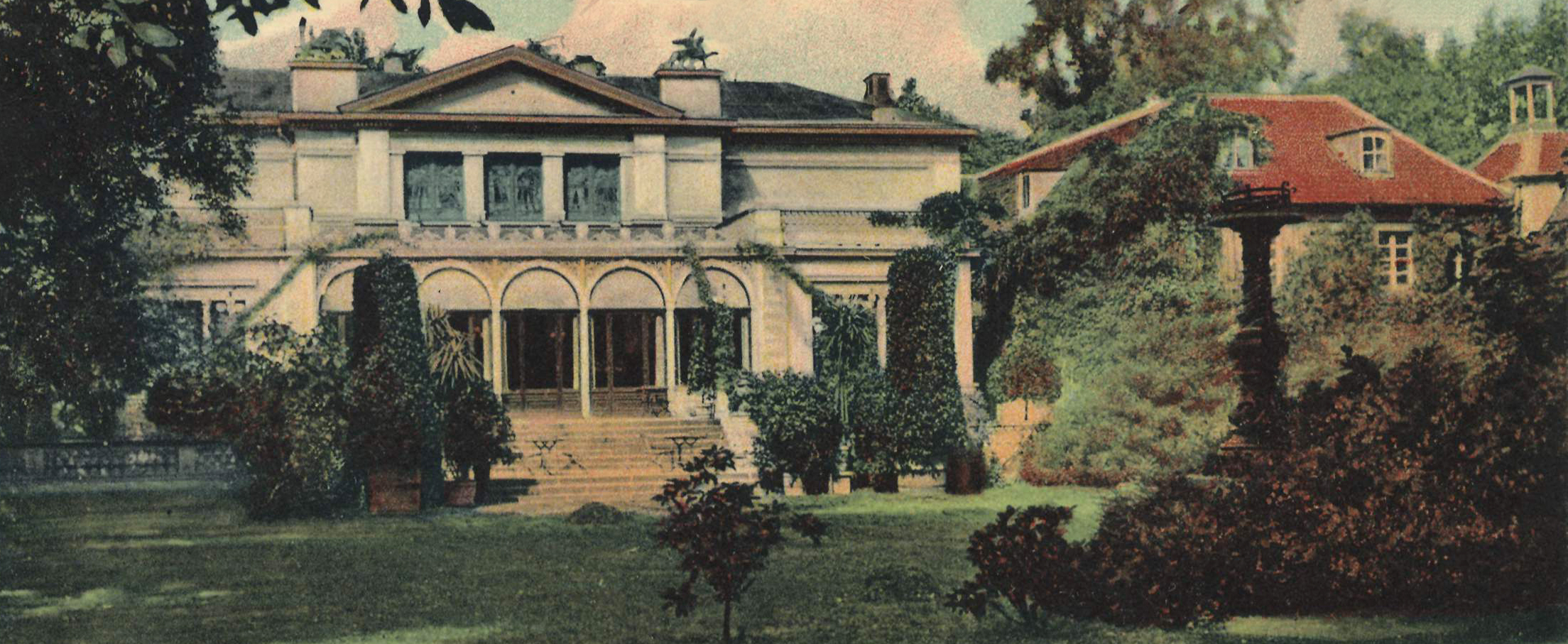
Altes Malkasten-Haus von 1860, Postkarte von 1904

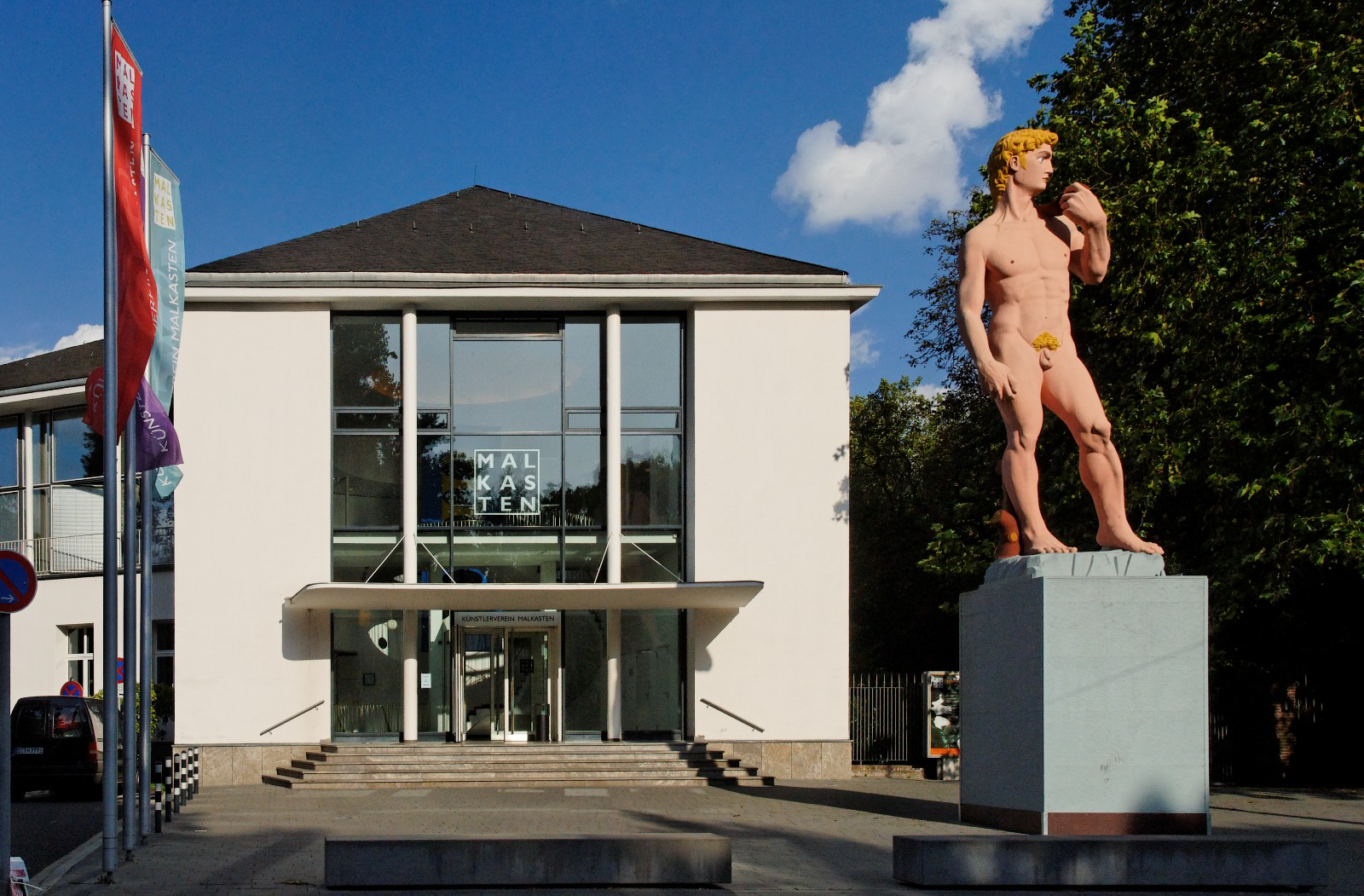
Hentrichhaus im Sommer 2009 mit „David“ von Hans-Peter Feldmann

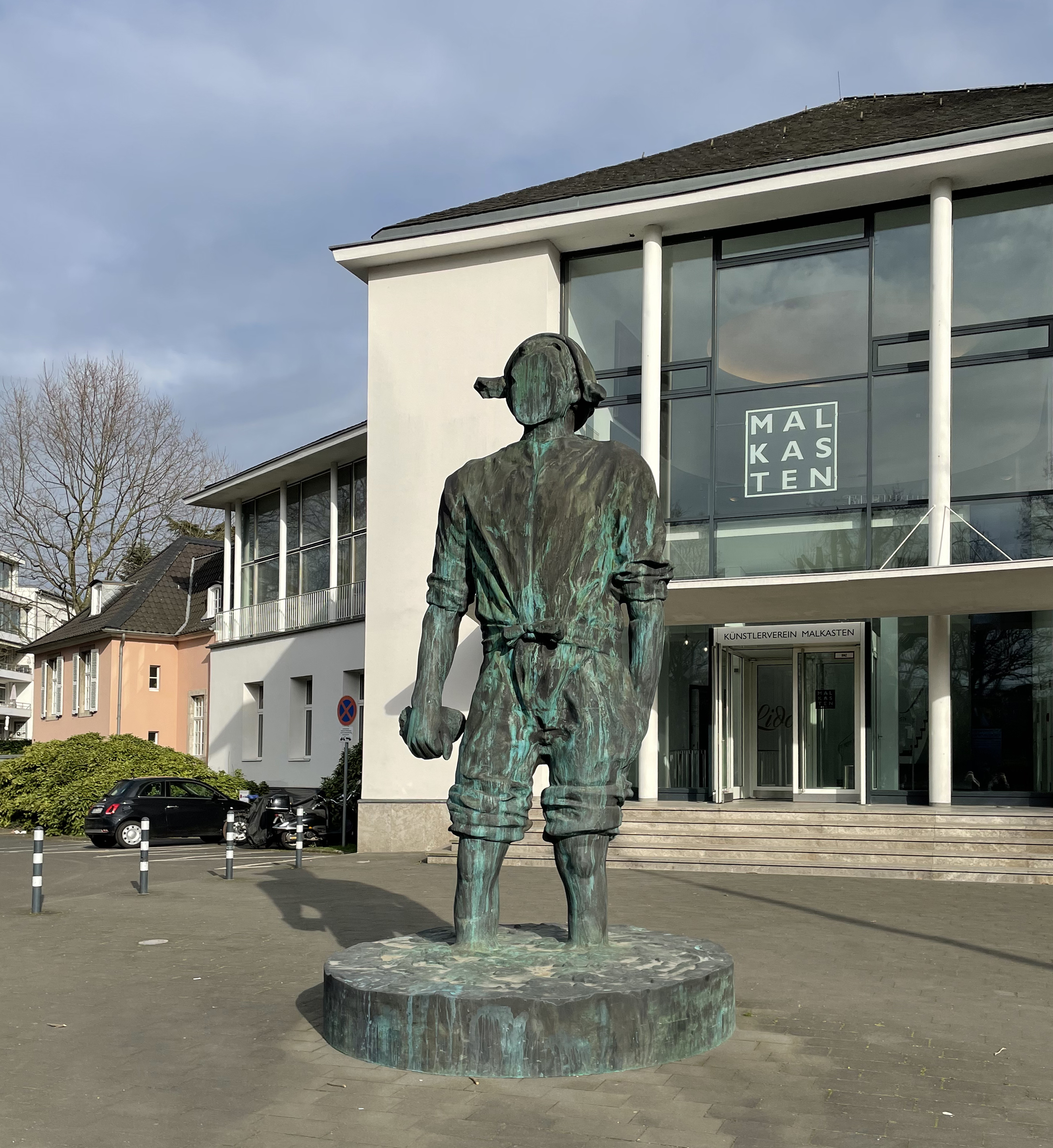
Vereinsgebäude mit „Mann ohne Gesicht“ von Thomas Schütte (2022)

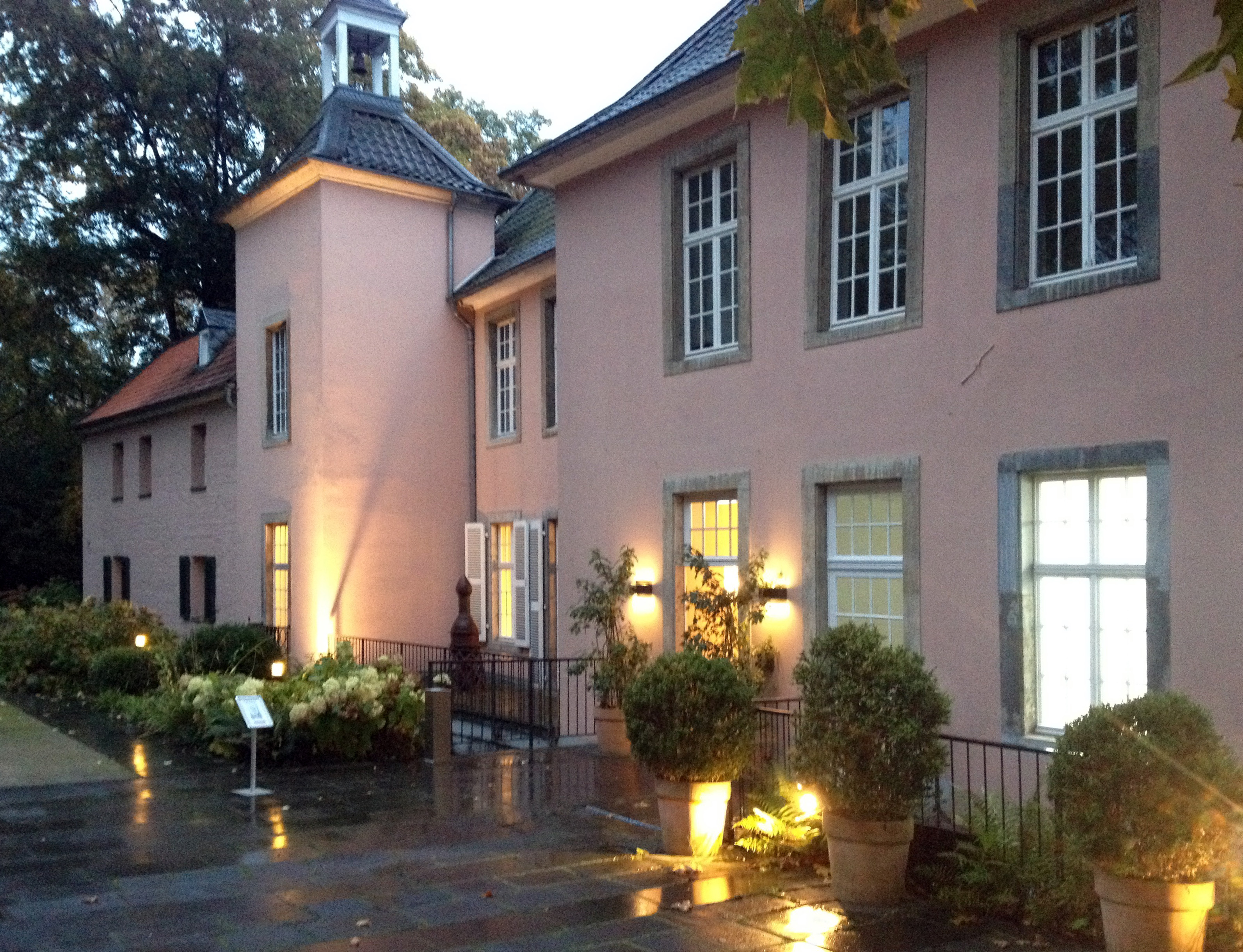
Jacobihaus im Oktober 2016

Das Malkasten-Haus ist das Gesellschaftshaus des Künstlervereins Malkasten. Es befindet sich an der Jacobistraße 6a in Düsseldorf-Pempelfort.

## Geschichte
1861 wurde das „Jacobihaus“, das Wohnhaus des Philosophen Friedrich Heinrich Jacobi (1743–1819), und sein weitläufiger Garten, der „Jacobi’sche Garten“, von dem Künstlerverein Malkasten erworben. Zu diesem Zeitpunkt galten Haus und Garten bereits als historisch bedeutend, weil im ausgehenden 18. Jahrhundert dort der sogenannte „Jacobi-Kreis“ verkehrt hatte, von dem wichtige geistesgeschichtliche Impulse ausgegangen waren, etwa für die Kultur der „Empfindsamkeit“ und im Pantheismusstreit. Bedeutende Persönlichkeiten des Geisteslebens waren dort zu Besuch gewesen, etwa Diderot, Goethe, Herder, Wieland, Klopstock sowie Wilhelm und Alexander von Humboldt. Von 1799 bis 1845 hatte dort Georg Arnold Jacobi gelebt, einer der Söhne des Philosophen, der seit 1802 leitende Funktionen in der herzoglich bergischen, der großherzoglich bergischen und der königlich preußischen Regierung in Düsseldorf bekleidet hatte. Nach dessen Tod vermieteten die Erben das Objekt. Einer der Mieter war der Maler Adolph Schroedter.
Dem Erwerb durch den Künstlerverein ging eine Grundstücksspekulation voraus, die 1856/1857 zu einer Parzellierung und damit zum Untergang des historischen Anwesens zu führen drohte. Seit 1855 befanden sich Jacobihaus und Jacobi’scher Garten im Eigentum von Friedrich Wilhelm Julius Brewer, dem General-Direktor der Düsseldorfer Gasanstalt, der das Grundstück von den Erben der Familie Jacobi erworben hatte. Brewer wollte es als Bauland verkaufen. In Betracht kam insbesondere die Ansiedlung eines Bahnhofs der Köln-Mindener Eisenbahn-Gesellschaft. In dieser Situation rief der Düsseldorfer Oberbürgermeister Ludwig Hammers die Düsseldorfer Künstler dazu auf, sich um den Ankauf und die Rettung „des denkwürdigen Ortes deutscher klassischer Literatur zu bemühen“. Auch der Kölner Schriftsteller Wolfgang Müller von Königswinter förderte dieses Anliegen, indem er in der Kölnischen Zeitung einen entsprechenden Aufruf veröffentlichte. Der Düsseldorfer Notar Joseph Euler, ein Gründungsmitglied des Malkastens, und der Regierungspräsident Leo von Massenbach schalteten sich in die Bemühungen ein, indem sie – unterstützt von Friedrich von Preußen und Karl Anton von Hohenzollern, die die Angelegenheit bei König Friedrich Wilhelm IV. und beim Prinzregenten Wilhelm befürworteten – das „Corporationsrecht“ für den Malkasten herbeiführten, das dem Künstlerverein schließlich den Rechtsweg zum Erwerb des Grundbesitzes eröffnete. Interimistisch hatten der Landschaftsmaler Andreas Achenbach und der Industrie-Lobbyist Alexander von Sybel den Jacobi’schen Garten bereits am 17. September 1857 „mit Wohngebäuden, Remisen, Stallungen, Scheune, Schuppen, Parkanlage mit Orangeriehaus, Weier, Gemüse- und Obstgarten insgesamt 11 Morgen 117 Ruthen für 22000 Thaler“ mit der Absicht der späteren Übereignung an den Malkasten gekauft bzw. vorfinanziert und mit der „Verpflichtung zur Erhaltung des Gartens in seiner Integrität“ gerettet. Eine weltweite Bilderlotterie, zu der Künstler der Düsseldorfer Schule ihre Werke beitrugen, sollte die erforderliche Geldsumme, die wegen notwendiger Reparaturen und Sanierungen bald auf 24.000 Taler erhöht werden musste, zusammenbringen.

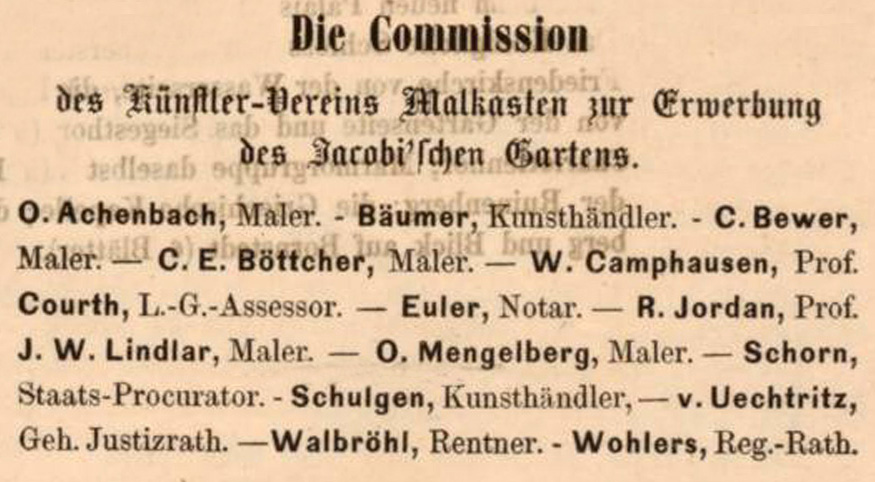
Auflistung der „Commission des Künstler-Vereins Malkasten zur Erwerbung des Jacobi’schen Gartens“, unter anderem mit folgenden Personen: Oswald Achenbach, Clemens Bewer, Christian Eduard Böttcher, Wilhelm Camphausen, August Courth, Joseph Euler, Rudolf Jordan, Johann Wilhelm Lindlar, Otto Mengelberg, Carl Schorn, August Wilhelm Schulgen, Friedrich von Uechtritz

Die deutschen Kunstvereine, der bayerische König Maximilian II., der britische Prinzgemahl Albert von Sachsen-Coburg und Gotha und Buchhändler aus verschiedenen preußischen Provinzen unterstützten die Aktion. Im Verlaufe dieses Prozesses, den eine spezielle Kommission des Künstlervereins leitete, wurde die Lotterie auf 50.000 Taler erhöht, um aus der Summe den Erhalt von Ulmen, deren Bestand gefährdet war, sicherzustellen, den Garten nach Plänen von Joseph Clemens Weyhe zu gestalten und ein Fest- und Gesellschaftshaus zu finanzieren. Am 14. Juli 1860 zog der Malkasten feierlich in den Garten ein. Am 18. Juli 1864 wurde dann der Grundstein für das Fest- und Gesellschaftshaus gelegt, am 14. Mai 1867 konnte es eingeweiht werden.
Der Entwurf des Malkasten-Hauses stammte von Louis Ammy Blanc, der damit eine Ausschreibung des Vereins gewonnen hatte. Die Ausführung oblag dem Architekten Julius Knobel. In dieser Form bildete das Haus mit seinem Garten rund achtzig Jahre den Raum und Hintergrund für fantasievolle Künstlerfeste sowie für alltägliche Freizeit- und Vereinsaktivitäten der „Malkästner“. Einen Höhepunkt seines Gesellschaftslebens bildete das Kaiserfest des Jahres 1877, als Kaiser Wilhelm I. und seine Entourage zu einem Besuch eines Festspiels anreisten, ein Ereignis, das in den 1890er Jahren von dem Maler Fritz Neuhaus in einem Wandgemälde für den Ratssaal des Düsseldorfer Rathauses festgehalten wurde.

„Und in diesem Akademienzusammenhang ist insbesondere eines schönen Gartens zu gedenken, der eine unbedingte Oase in dieser Düsseldorfer Malerei darstellt. Es ist der ‚Garten des Malkastens‘, dieses berühmten Malkastens, wo die schönen Karnevalsfeste gegeben werden […]“

In der Nacht vom 11. zum 12. Juni 1943 brannte der gesamte Gebäudekomplex des Künstlervereins infolge eines Luftangriffes bis auf die Grundmauern nieder. Zwischen 1947 und 1949 wurde zunächst das Jacobihaus nach Plänen der Architekten Helmut Hentrich und Hans Heuser rekonstruiert. Die Entscheidung zum Abriss der verbliebenen kriegsbeschädigten Teile des Gebäudekomplexes wurde 1951 getroffen, zu einer Zeit, in der Hentrich als Erster Vorsitzender maßgeblich für den architektonischen und strukturellen Wiederaufbau des Künstlervereins verantwortlich war. 1954 erhielt das Gesellschaftshaus einen modernen Eingangsbereich mit Vordach. Ein modernes, festzeltartiges Obergeschoss aus Glas und Stahl wurde geschaffen. Das alte Jacobihaus wurde dabei mit dem modern gestalteten Gesellschaftshaus verbunden.
Somit besteht das Vereinsgebäude des Malkastens heute eigentlich aus zwei Gebäuden, dem „Jacobihaus“ und dem „Hentrichhaus“. Im „Hentrichhaus“ befindet sich ein 200 Quadratmeter großer Festsaal, auch Theatersaal genannt, eine Bar und ein Restaurant. Unter dem Bau aus den 1950er Jahren befindet sich der sogenannte Künstlerkeller, ein Gewölbekeller mit einer Grundfläche von 180 Quadratmetern und einer durchschnittlichen Gewölbehöhe von drei Metern.
In den Räumlichkeiten des Malkastens im „Hentrichhaus“ befand sich ab 1995 der „club 1848“, der von den ehemaligen Pächtern Jochen Hülder und Rainer Wengenroth betrieben wurde.
Der Künstlerverein Malkasten bittet regelmäßig prominente Kollegen, auf dem Platz vor dem Vereinsgebäude temporär eine Skulptur auszuleihen. Nach den Skulpturen von Hans-Peter Feldmann, Tony Cragg, Felix Droese, der Bambus-Skulptur „Róng“ von Dong Shubing steht seit 2019 der „Mann ohne Gesicht“ von Thomas Schütte auf dem Vorplatz.

## Historische Bilder

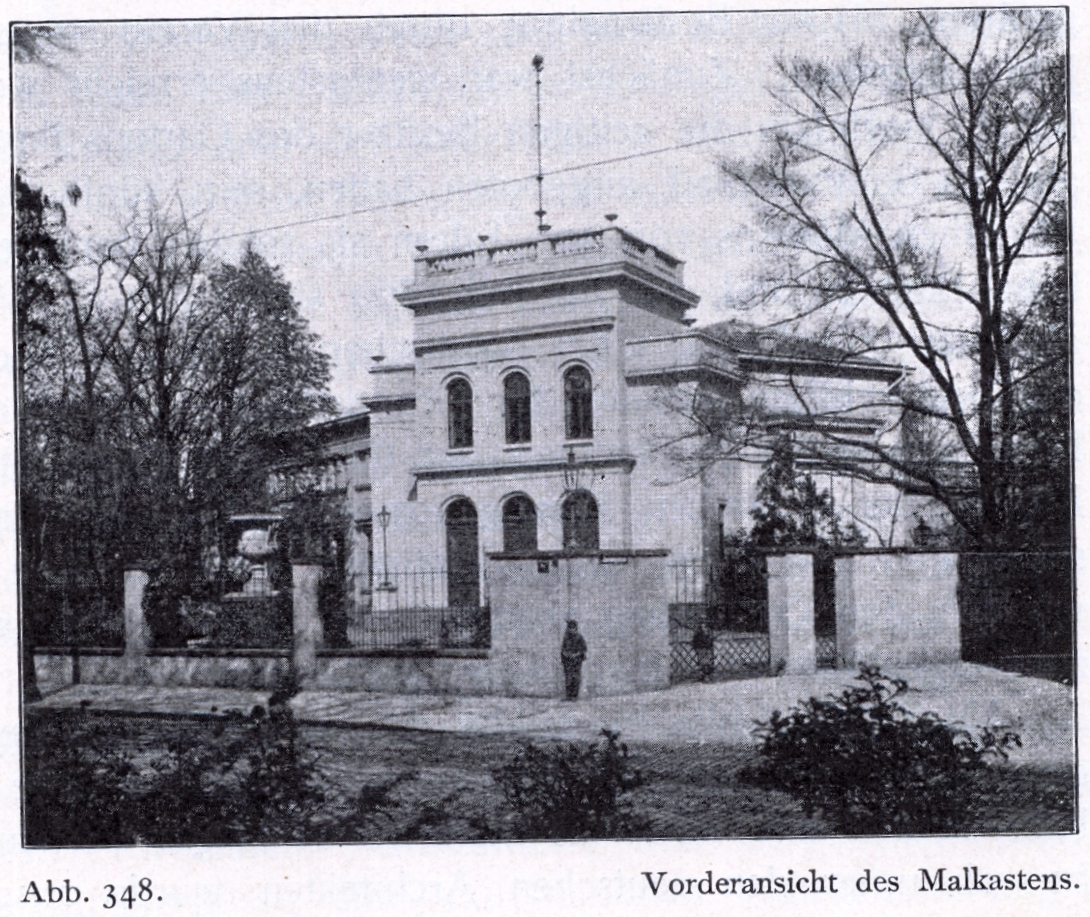
Gebäude um 1900
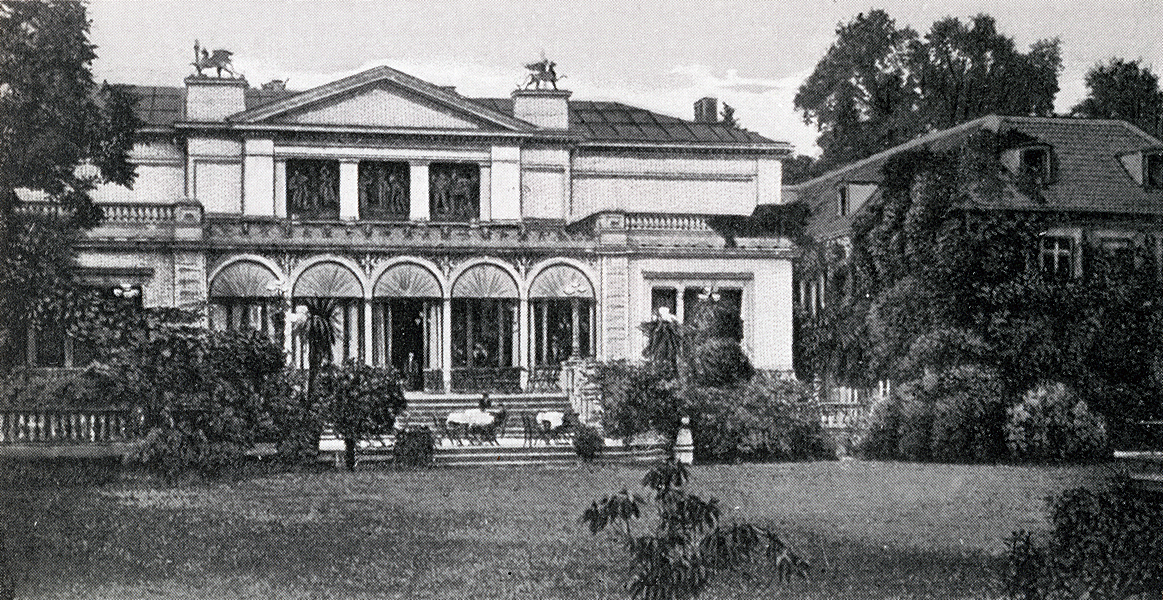
Gebäuderückseite mit Gartenterrasse
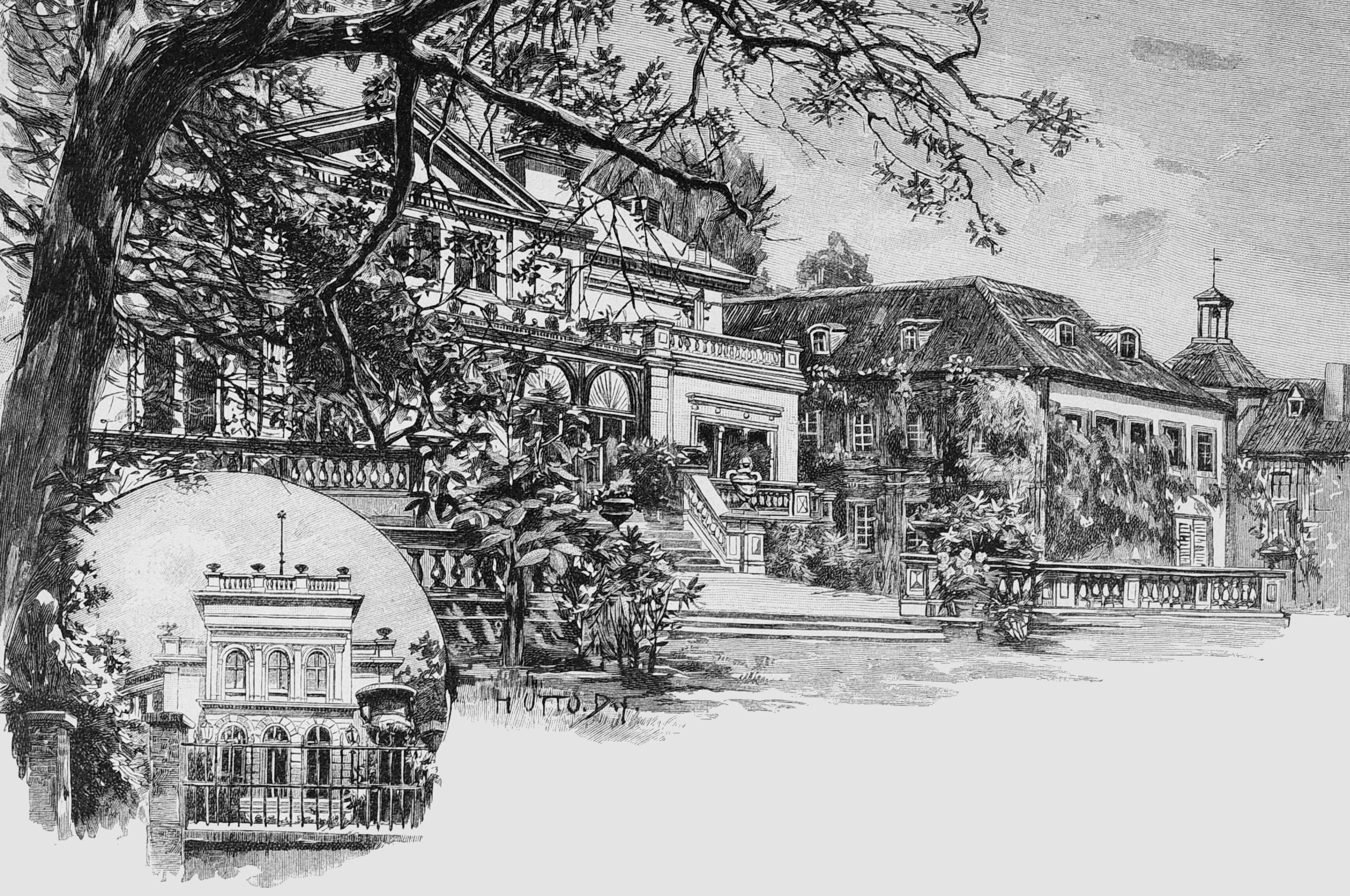
Gebäuderückseiten Malkastenhaus und Jacobihaus, Heinrich Otto, 1892
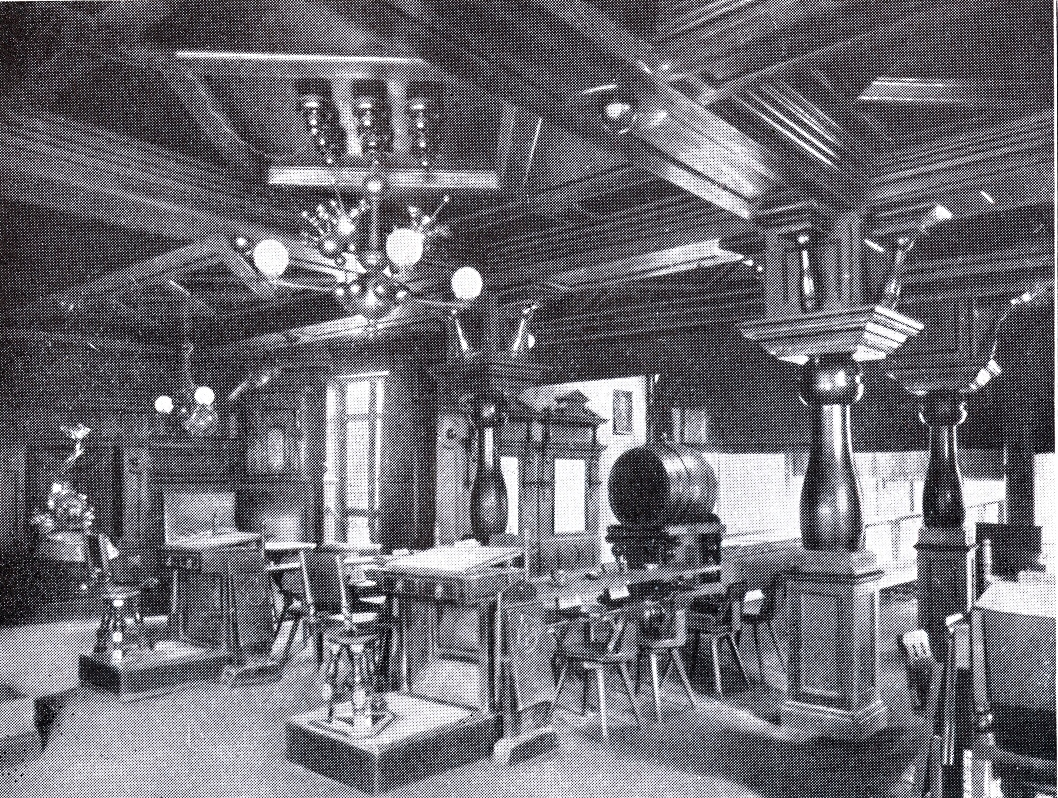
Kegelbahn
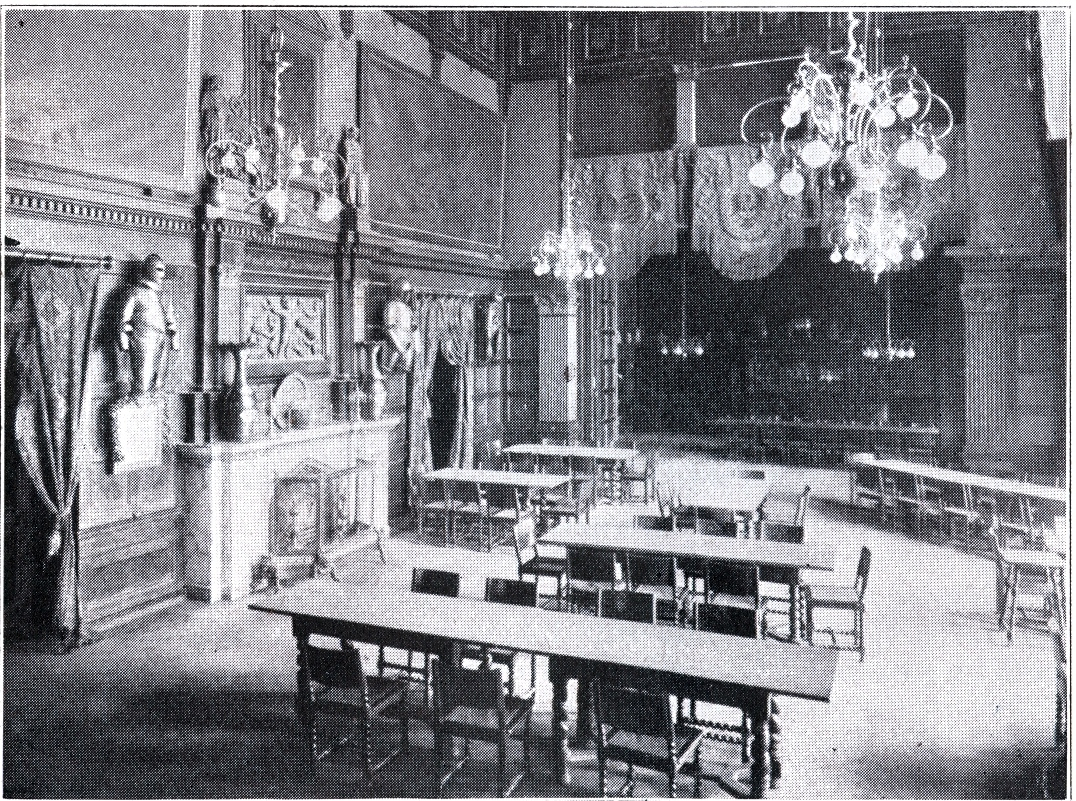
Hauptsaal
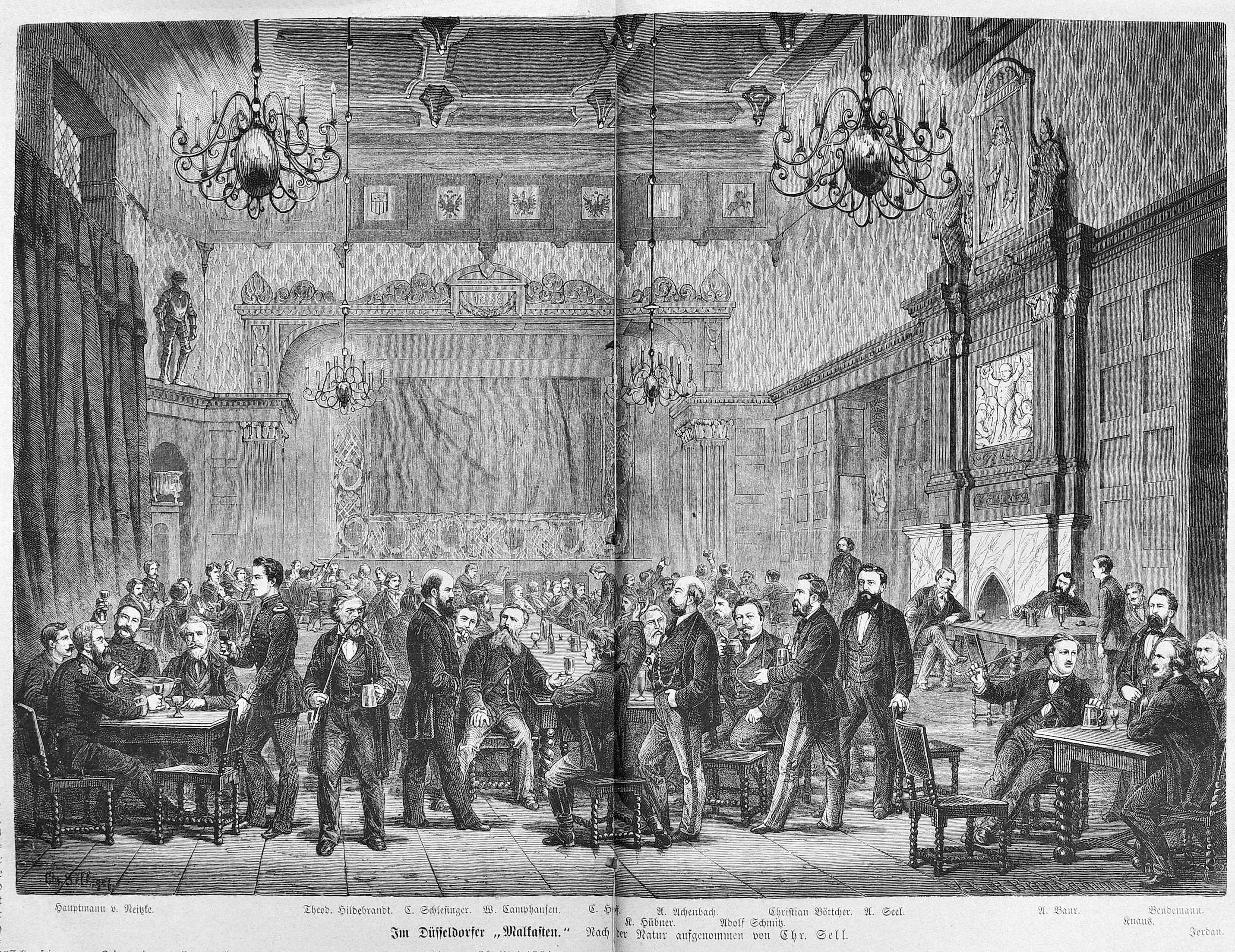
Szene einer Veranstaltung im Hauptsaal, Illustration von Christian Sell dem Älteren in der Zeitschrift Die Gartenlaube, 1869
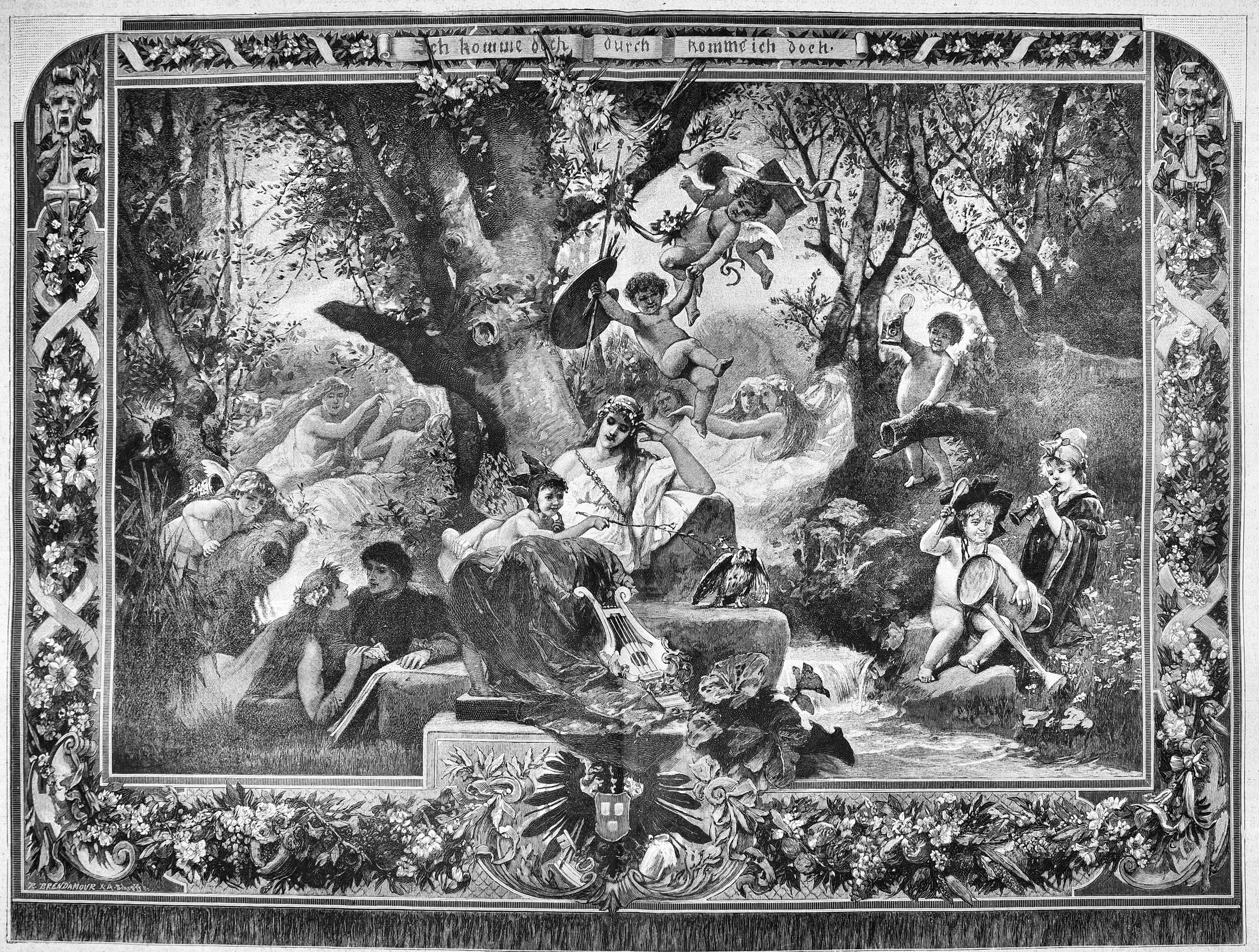
Vorhang der Malkastenbühne, Entwurf von Carl Gehrts, 1894
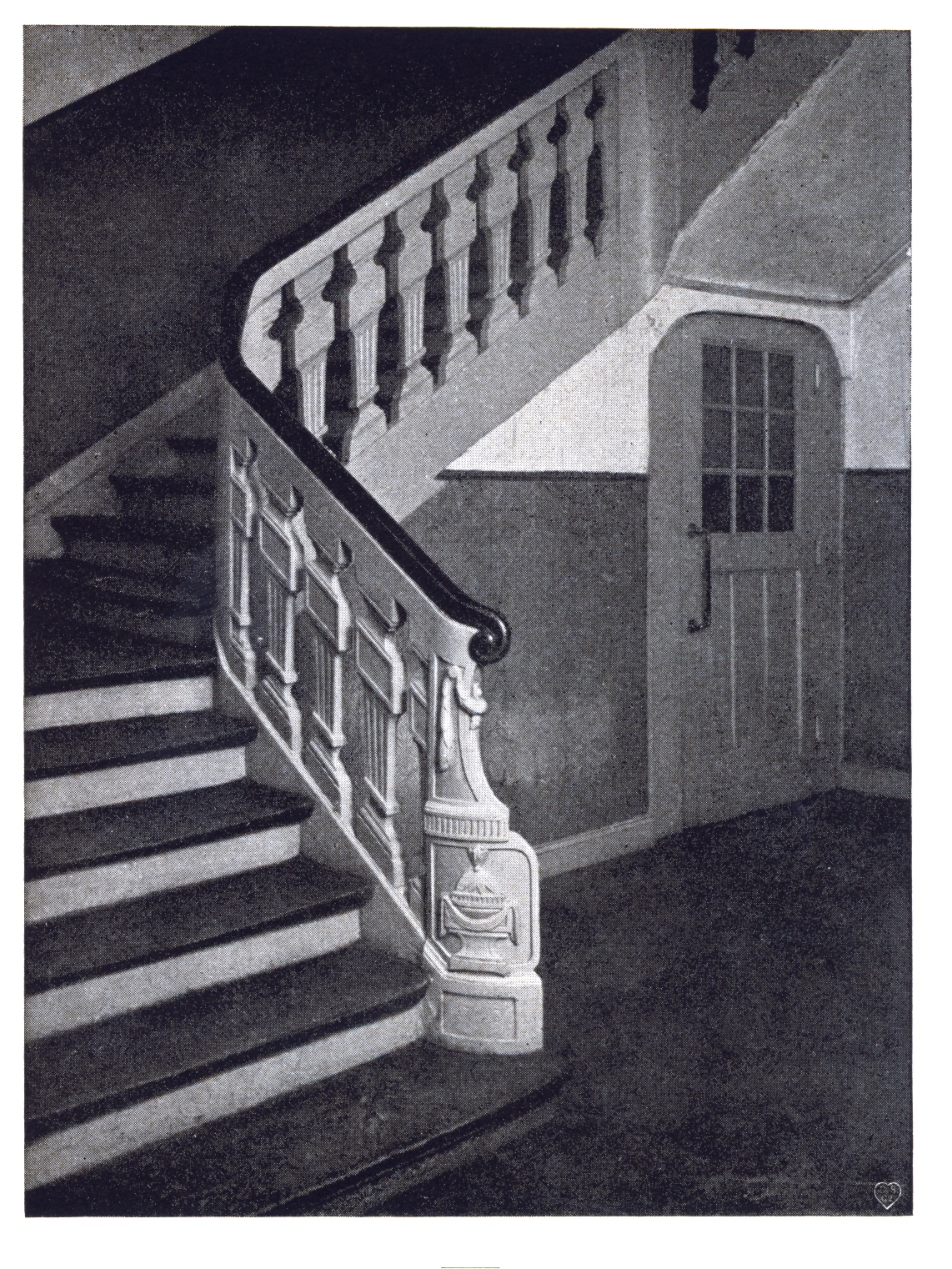
Treppe
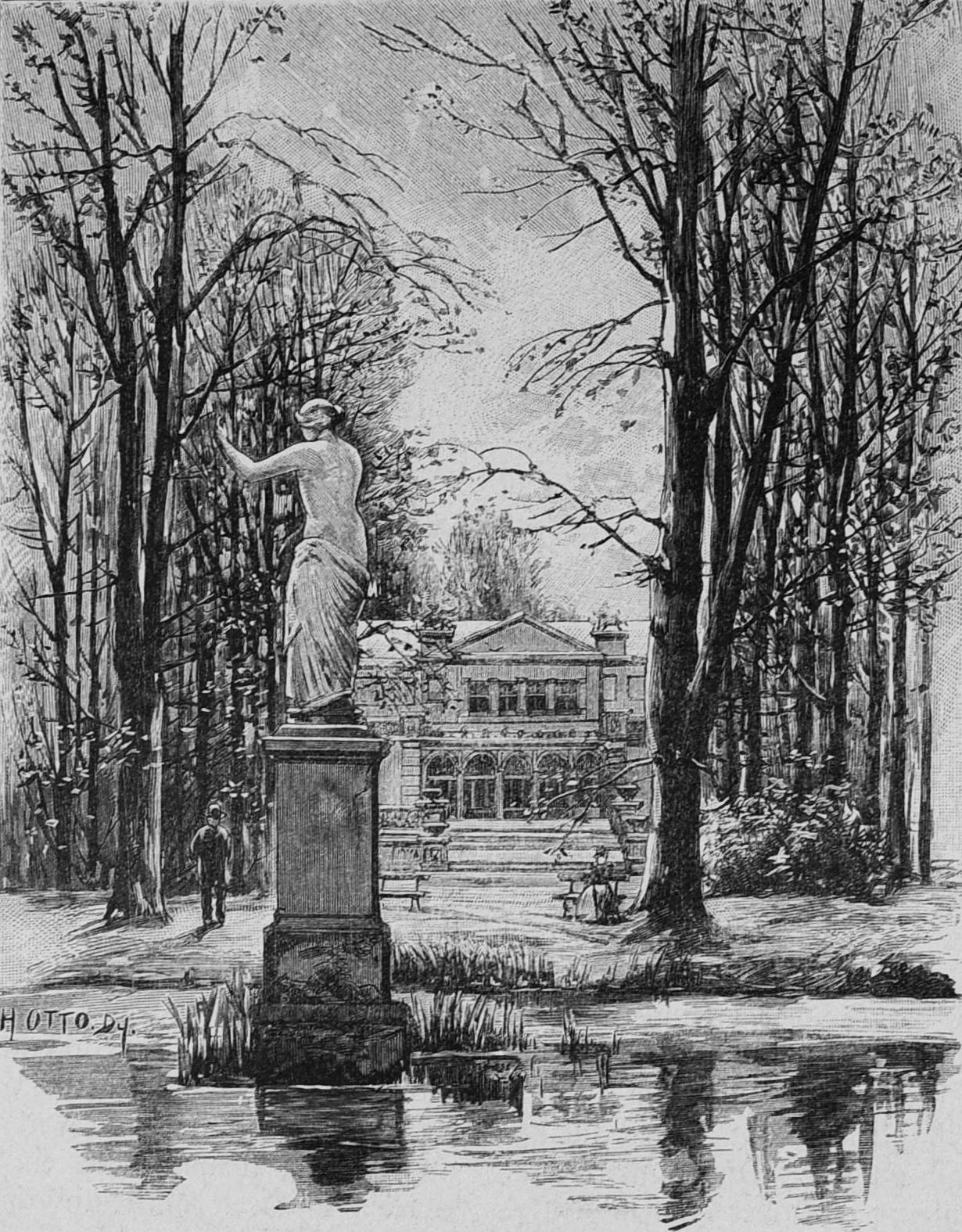
Venusteich mit Venusfigur und Blick auf das Malkasten-Haus, Heinrich Otto, 1892
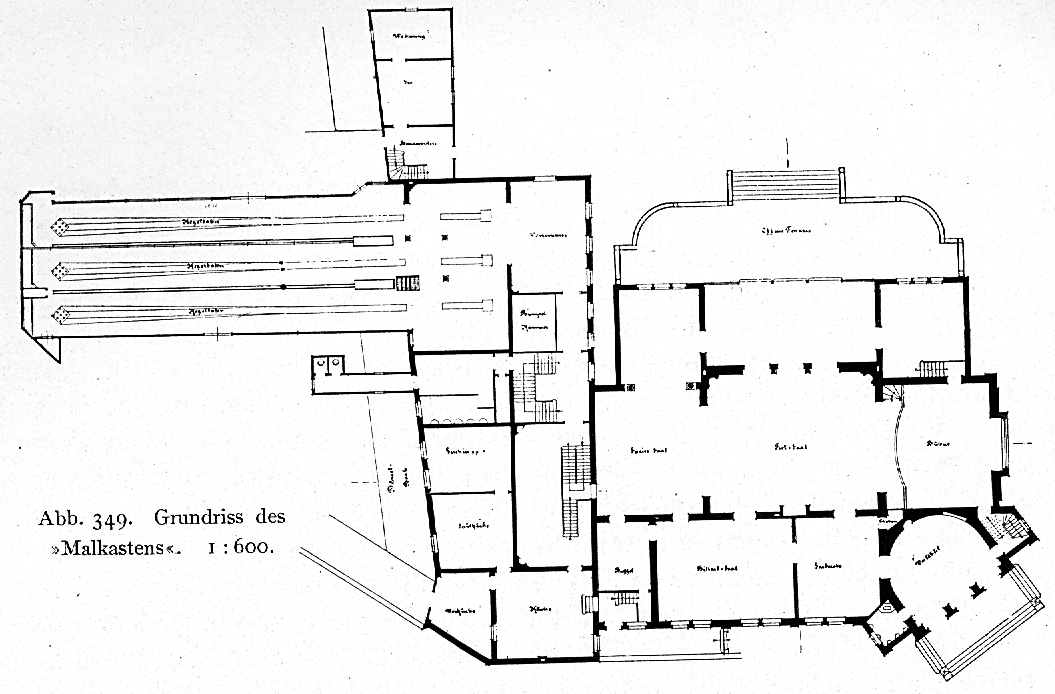
Grundriss